# 奥连耶农村居民点
奥连耶农村居民点（俄语：Оленьевское сельское поселение）是俄罗斯联邦伏尔加格勒州杜博夫卡区所属的一个农村居民点。其下辖有1个居民点，行政中心为奥连耶。据2016年统计，该农村居民点的人口为1048人。